# Liste des phares d'Australie

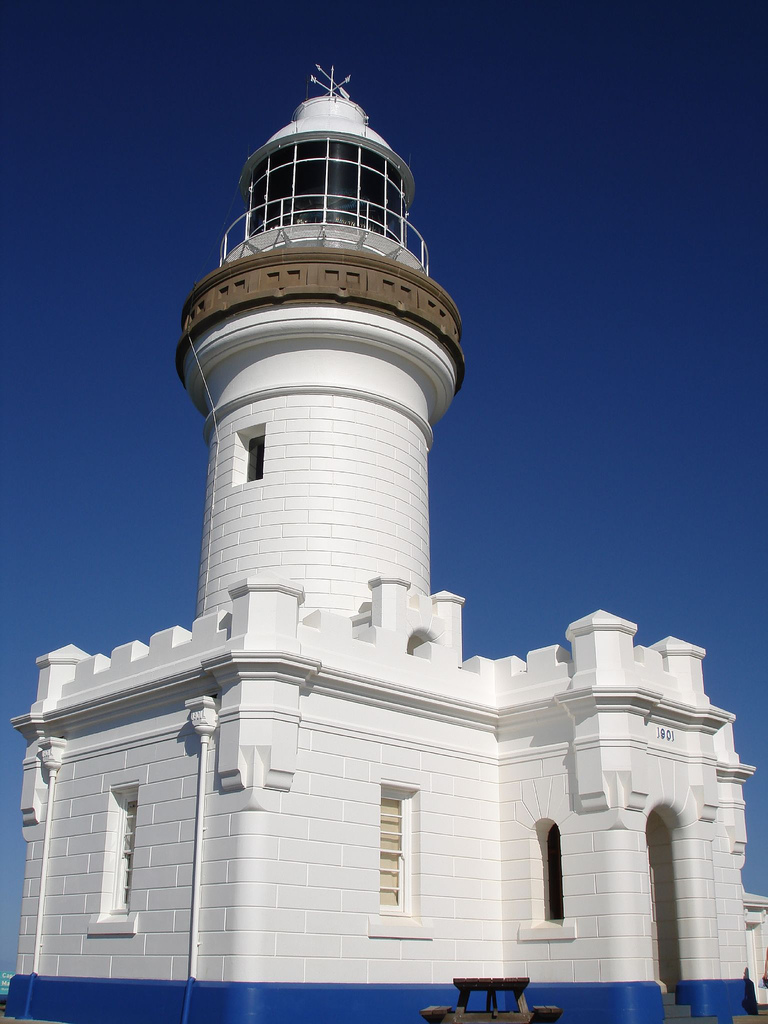
Le phare du cap Byron

Il s'agit d'une liste des phares d'Australie. Elle contient les phares actifs ainsi que ceux déclassés mais d'importance historique.
L'Australie a un littoral de 25 760 kilomètres (16 010 milles)
avec plus de 350 phares et aides à la navigation autour de la côte australienne et un seul phare intérieur, le phare Point Malcolm.
Le phare Macquarie est le premier, allumé en 1793, à l'époque, une balise en bois surmonté d'un trépied,
fonctionnant au charbon.

Le dernier phare habité est celui de l'île Maatsuyker, au large de la côte sud de la Tasmanie, automatisé en 1996.

## Liste des phares d'Australie, classés parétats et territoires

### Baie de Jervis
| Nom                    | Lieu               | Coordonnées                         | Mise en service               | Remarque | Image |
| ---------------------- | ------------------ | ----------------------------------- | ----------------------------- | -------- | ----- |
| Phare du cap St George | Jervis Bay Village | 35° 09′ 06,57″ S, 150° 45′ 41,48″ E | 1860- détruit entre 1917-1922 |          |       |

### Nouvelle-Galles du Sud
| Nom                                 | Lieu                                             | Coordonnées                            | Mise en service       | Remarque                                                                       | Image |
| ----------------------------------- | ------------------------------------------------ | -------------------------------------- | --------------------- | ------------------------------------------------------------------------------ | ----- |
| Phare de Grotto Point (en)          | Balgowlah Heights (en) (Nord de Port Jackson)    | 33° 49′ 03,97″ S, 151° 15′ 41,64″ E    | 1866-                 |                                                                                |       |
| Phare de la rivière Richmond (en)   | Ballina                                          | 28° 52′ 01,31″ S, 153° 35′ 30,49″ E    | 1848-                 |                                                                                |       |
| Phare Bradleys Head (en)            | Bradleys Head (en)                               | 33° 51′ 13,02″ S, 151° 14′ 48,28″ E    | 1905-                 |                                                                                |       |
| Phare Burrewarra Point (en)         | Burrewarra Point (en)                            | 35° 50′ 01,93″ S, 150° 14′ 01,11″ E    | 1974-                 | Énergie solaire                                                                |       |
| Phare du cap Byron                  | Cap Byron                                        | 28° 38′ 18,69″ S, 153° 38′ 11,17″ E    | 1901-                 |                                                                                |       |
| Phare Robertson Point (en)          | Cremorne Point (en)                              | 33° 50′ 55,62″ S, 151° 13′ 58,85″ E    | 1910-                 |                                                                                |       |
| Phare Crowdy Head Light (en)        | Crowdy Head (en)                                 | 31° 50′ 36,32″ S, 152° 45′ 12,79″ E    | 1878-                 |                                                                                |       |
| Phare Crookhaven Heads (en)         | Nowra-Bomaderry                                  | 34° 53′ 56,84″ S, 150° 46′ 12,8″ E     | 1904-                 |                                                                                |       |
| Phare Fingal Head (en)              | Fingal Head (en)                                 | 28° 12′ 00,07″ S, 153° 34′ 14,98″ E    | 1872-                 | Énergie solaire                                                                |       |
| Phare du fort Denison (en)          | Fort Denison (Port Jackson)                      | 33° 51′ 16,64″ S, 151° 13′ 33,69″ E    | 1913-                 |                                                                                |       |
| Phare du cap Green (en)             | Cap Green (Parc national Ben Boyd)               | 37° 15′ 41,01″ S, 150° 02′ 57,58″ E    | 1883-1997 (désactivé) | Remplacé par un phare à énergie solaire                                        |       |
| Phare Kiama                         | Kiama                                            | 34° 40′ 18,58″ S, 150° 51′ 45,47″ E    | 1887-                 |                                                                                |       |
| Phare du cap Bailey                 | Kurnell - Cap Bailey - Botany Bay                | 34° 02′ 06,56″ S, 151° 13′ 20,05″ E    | 1950-                 |                                                                                |       |
| Phare de l'île Montague (en)        | île Montague                                     | 36° 15′ 00″ S, 150° 13′ 00″ E          | 1881-                 | Énergie solaire                                                                |       |
| Phare Nelson Head (en)              | Nelson Bay (baie Port Stephens)                  | 32° 42′ 37,24″ S, 152° 09′ 41″ E       | 1876-2003             |                                                                                |       |
| Phare Nobbys Head                   | Newcastle                                        | 32° 55′ 06,86″ S, 151° 47′ 54,27″ E    | 1858-                 |                                                                                |       |
| Phare Norah Head                    | Norah Head (en)                                  | 33° 16′ 54,01″ S, 151° 34′ 34,95″ E    | 1903-                 |                                                                                |       |
| Phare Barrenjoey Head               | Palm Beach (en)                                  | 33° 34′ 48,5286″ S, 151° 19′ 47,265″ E | 1881-                 |                                                                                |       |
| Phare Parriwi Head (en)             | Mosman                                           | 33° 48′ 43,7″ S, 151° 14′ 46,95″ E     | 1911-                 |                                                                                |       |
| Phare Norah Head                    | Point Perpendicular - baie de Jervis             | 35° 05′ 38,35″ S, 150° 48′ 15,98″ E    | 1899-                 | Énergie solaire                                                                |       |
| Phare Point Stephens (en)           | Point Stephens - Fingal Bay (en)                 | 32° 44′ 48,95″ S, 152° 12′ 04,16″ E    | 1862-                 | Énergie solaire                                                                |       |
| Phare de Shark Island               | Pointe nord de l'île Shark Island (Port Jackson) | 32° 51′ 04″ S, 151° 15′ 04″ E          | 1913-                 |                                                                                |       |
| Phare Smoky Cape (en)               | Cap Smoky (en anglais : Smoky Cape)              | 30° 55′ 23″ S, 153° 05′ 15″ E          | 1891-                 |                                                                                |       |
| Phare de l'île North Solitary (en)  | île North Solitary (en)                          | 29° 55′ 28,56″ S, 153° 23′ 22,92″ E    | 1975-                 | Structure en fibre de verre - énergie solaire                                  |       |
| Phare de l'île South Solitary (en)  | île South Solitary (en)                          | 30° 12′ 24,33″ S, 153° 16′ 02,52″ E    | 1880-                 | Énergie solaire                                                                |       |
| Phare Sugarloaf Point (en)          | Sugarloaf Point à 3 km de Seal Rocks             | 32° 26′ 27,45″ S, 152° 32′ 21,25″ E    | 1891-                 | également appelé Phare Seal Rocks                                              |       |
| Phare Eastern Channel Pile (en)     | Port Jackson                                     | 33° 50′ 30,47″ S, 151° 16′ 18,52″ E    | 1924-                 | également appelé East Wedding Cake                                             |       |
| Phare Western Channel Pile (en)     | Port Jackson                                     | 33° 50′ 25,72″ S, 151° 15′ 51,36″ E    | 1924-                 | également appelé West Wedding Cake - désactivé de 2006-2008                    |       |
| Phare Tacking Point                 | à 8 km au sud de Port Macquarie                  | 31° 28′ 32″ S, 152° 56′ 14″ E          | 1879-                 |                                                                                |       |
| Phare Warden Head (en)              | Warden Head au sud de Ulladulla                  | 35° 21′ 55,86″ S, 150° 29′ 27,35″ E    | 1873-                 |                                                                                |       |
| Phare Macquarie                     | Dunbar Head - Vaucluse (Australie)               | 33° 51′ 14,2″ S, 151° 17′ 06,6″ E      | 1818-                 | également appelé phare South Head Upper - premier phare construit en Australie |       |
| Phare Vaucluse Bay Range Front (en) | Vaucluse (Australie)                             | 33° 50′ 58,41″ S, 151° 16′ 16,26″ E    | 1884-                 |                                                                                |       |
| Phare Vaucluse Bay Range Rear (en)  | Vaucluse (Australie)                             | 33° 51′ 29,47″ S, 151° 16′ 22,58″ E    | 1884-                 |                                                                                |       |
| Phare Hornby (en)                   | à proximité de Port Jackson                      | 33° 50′ 00,86″ S, 151° 16′ 51,61″ E    | 1858-                 | également appelé phare South Head Lower                                        |       |
| Phare Wollongong Breakwater (en)    | Wollongong                                       | 34° 25′ 11″ S, 150° 54′ 24″ E          | vers 1870-1974        | également appelé phare Wollongong Harbour - désactivé                          |       |
| Phare Wollongong Head (en)          | Wollongong                                       | 34° 25′ 19″ S, 150° 54′ 35″ E          | vers 1936             |                                                                                |       |
| Phare Clarence River (en)           | Yamba                                            | 29° 25′ 56,88″ S, 153° 21′ 50,37″ E    | vers 1866             | également appelé phare Yamba ou phare Clarence Head                            |       |
| Phare du cap Moreton (en)           | Cap Moreton (en) - Île Moreton                   | 27° 01′ 54,4″ S, 153° 27′ 57,1″ E      | vers 1857             | également appelé phare North Point Range Rear                                  |       |

### Territoire du Nord
| Nom                        | Lieu                                         | Coordonnées                         | Mise en service | Remarque        | Image |
| -------------------------- | -------------------------------------------- | ----------------------------------- | --------------- | --------------- | ----- |
| Phare du cap Don (en)      | Péninsule de Cobourg                         | 11° 18′ 28,36″ S, 131° 45′ 45,54″ E | 1917-           | Énergie solaire |       |
| Phare du Cap Fourcroy (en) | Cap Fourcroy (en) - Île Bathurst (Australie) | 11° 47′ 50,81″ S, 130° 01′ 27,57″ E | 1928-           |                 |       |
| Phare du cap Hotham (en)   | Détroit de Clarence                          | 12° 02′ 47″ S, 131° 17′ 22,22″ E    | 1910-           |                 |       |
| Phare East Vernon (en)     | Île East Vernon                              | 12° 04′ 37,99″ S, 131° 05′ 43,12″ E | 1910-           |                 |       |
| Phare Emery Point (en)     | Larrakeyah Barracks (en)                     | 12° 27′ 13,5″ S, 130° 48′ 55,99″ E  | 1900-           |                 |       |
| Phare Point Charles (en)   | Wagait Shire (en)                            | 12° 23′ 21,44″ S, 130° 37′ 50,45″ E | 1893-           | Énergie solaire |       |

### Queensland
| Nom                               | Lieu                                                                         | Coordonnées                         | Mise en service    | Remarque  | Image |
| --------------------------------- | ---------------------------------------------------------------------------- | ----------------------------------- | ------------------ | --------- | ----- |
| Phare de l'île Booby              | Île Booby (en), face à la péninsule du cap York, dans le détroit d'Endeavour | 10° 36′ S, 141° 54′ E               | 1890-              |           |       |
| Phare de l'île Bulwer (en)        | Île Bulwer (en) - Brisbane                                                   | 27° 28′ 53,65″ S, 153° 01′ 35,8″ E  | 1909-1983          | désactivé |       |
| Phare New Burnett Heads (en)      | au sud de l'entrée du fleuve Burnett River à Burnett Heads, Queensland (en)  | 24° 45′ 29,5″ S, 152° 24′ 45,7″ E   | 1971-              |           |       |
| Phare Old Burnett Heads (en)      | au sud de l'entrée du fleuve Burnett River à Burnett Heads, Queensland (en)  | 24° 45′ 48,96″ S, 152° 24′ 32,83″ E | 1873-1971          | désactivé |       |
| Phare Bustard Head (en)           | à 20 km au nord ouest de Seventeen Seventy, Queensland (en)                  | 24° 01′ 20″ S, 151° 45′ 50,9″ E     | 1868-              |           |       |
| Phare New Caloundra (en)          | Caloundra                                                                    | 26° 48′ 05,63″ S, 153° 08′ 14,67″ E | 1968-1997          | désactivé |       |
| Phare d'Old Caloundra (en)        | Caloundra                                                                    | 26° 48′ 05,91″ S, 153° 08′ 14,8″ E  | 1896-1968          | désactivé |       |
| Phare du cap Bowling Green (en)   | cap Bowling Green - 30 km d'Ayr (Queensland)                                 | 33° 52′ 07,28″ S, 151° 11′ 07,28″ E | 1987-              |           |       |
| Phare du Cap Capricorne (en)      | Cap Capricorne - Île Curtis (Queensland)                                     | 23° 28′ 53″ S, 151° 13′ 53″ E       | 1875-              |           |       |
| Phare du cap Cleveland (en)       | Cleveland Bay (Queensland)                                                   | 19° 10′ 58,3″ S, 147° 00′ 55,7″ E   | 1879-              |           |       |
| Phare du cap Moreton (en)         | Cap Moreton (en) - Île Moreton                                               | 27° 01′ 54,4″ S, 153° 27′ 57,1″ E   | 1857-              |           |       |
| Phare d'Old Cleveland Point (en)  | Cleveland, Queensland (en) - Baie Moreton                                    | 27° 30′ 36,62″ S, 153° 17′ 20,68″ E | 1864/1865-1976     |           |       |
| Phare de New Cleveland Point (en) | Cleveland, Queensland (en) - Baie Moreton                                    |                                     | 1976-2009          |           |       |
| Phare Archer Point                | Cooktown                                                                     | 15° 35′ 37,51″ S, 145° 19′ 42,83″ E | 1883-              |           |       |
| Phare Grassy Hill (en)            | Cooktown                                                                     | 15° 27′ 39″ S, 145° 15′ 19,1″ E     | 1886-              |           |       |
| Phare de Comboyuro Point (en)     | Île Moreton                                                                  |                                     | 1874-              |           |       |
| Phare de Cowan Cowan Point (en)   | Île Moreton                                                                  |                                     | années 1860 - 1950 |           |       |
| Phare Creal Reef (en)             | Mackay                                                                       | 20° 32′ 02,3″ S, 150° 22′ 49,84″ E  | 1985-              |           |       |
| Phare Sea Hill (en)               | Île Curtis                                                                   | 23° 29′ 27,5″ S, 150° 58′ 49,4″ E   | 1873 ou 1876       |           |       |
| Phare de l'île Dent (en)          | Île Dent                                                                     | 20° 22′ 09,31″ S, 148° 55′ 44,17″ E | 1879 -             |           |       |
| Phare Double Island Point (en)    | Île Double                                                                   | 25° 55′ 54,3″ S, 153° 11′ 26,4″ E   | 1884 -             |           |       |
| Phare de l'île Eborac (en)        | Île Eborac                                                                   | 10° 40′ 55,62″ S, 142° 32′ 01,07″ E | 1921 -             |           |       |
| Phare de l'île Fitzroy (en)       | Île Fitzroy                                                                  | 16° 55′ 34,03″ S, 146° 00′ 07,38″ E | 1943 -             |           |       |

### Victoria
| Nom                  | Lieu                                          | Coordonnées                       | Mise en service | Remarque | Image |
| -------------------- | --------------------------------------------- | --------------------------------- | --------------- | -------- | ----- |
| Phare de Split Point | En bordure de Great Ocean Road à Aireys Inlet | 38° 28′ 04,7″ S, 144° 06′ 16,1″ E | 1891 -          |          |       |

## Source
- (en) « List of lights radio aids and fog signals 2015 : The West coasts of north and south America (excluding continental USA and Hawaii), Australia, Tasmania, New Zealand and the islands of the north and south Pacific ocean »(Archive.org • Wikiwix • Archive.is • Google • Que faire ?) [PDF], sur National Geospatial-Intelligence Agency (consulté le 7 février 2016), p. 147-245.